# アディエマス
アディエマス (Adiemus) とは、ウェールズのコンポーザー/アレンジャー、カール・ジェンキンスによるアルバム・シリーズ。1stアルバムには、プログレッシブ・ロック・バンド、ソフト・マシーン在籍時の同僚で、盟友でもあるマイク・ラトリッジも参加した。

## 概要
アディエマスのアルバムはそれぞれ、オーケストラをバックに、南アフリカ共和国出身の女性ボーカリスト、ミリアム・ストックリー（元プレイズ）等による和声を用いたボーカルを乗せ、スキャットや重層的かつリズミックなコーラス・アレンジメントを特徴としており、さながら架空の民族音楽（実際にはストックリーが得意とするアフリカ系の言語をベースとする）といった雰囲気の音楽性を持っている。なおストックリーは5thアルバムには参加せず、ソロ活動に入っている。
元々はジェンキンスとラトリッジの両名が手がけた、デルタ航空のCMソングが各方面での絶賛を浴びたことによって人気が高まったのがデビューのきっかけ。日本ではNHKスペシャル「世紀を越えて」のテーマ曲「世紀を越えて／Beyond The Century」で一躍有名となった。記念すべき日本での第1回ライブは2001年9月14日～9月16日にかけ文化村オーチャードホールで上演された。しかし、直前に発生したアメリカ同時多発テロ事件の影響でリコーダーのパメラ・トービーが来日できず、他団体に所属する日本人演奏者が急遽代役を務めた。2006年3月21日・22日には、彼らの3回目の東京公演が渋谷オーチャードホールで上演された。

## ディスコグラフィ

### オリジナル・アルバム
- 『聖なる海の歌声』 - Adiemus: Songs of Sanctuary (1995年)
- 『アディエマスII - 蒼い地球の歌声』 - Adiemus II: Cantata Mundi (1997年)
- 『アディエマスIII - 永遠の舞踏会』 - Adiemus III: Dances of Time (1998年)
- 『アディエマスIV - 遥かなる絆』 - Adiemus IV: The Eternal Knot (2000年)
- 『アディエマスV - ヴォーカリーズ』 - Adiemus V: Vocalise (2003年)
- 『コローレス』 - Adiemus Colores (2013年)

### コンピレーション・アルバム
- 『ベスト・オブ・アディエマス』 - The Journey: The Best of Adiemus (1999年)
- 『ニュー・ベスト&ライヴ』 - Adiemus New Best & Live (2002年)
- The Essential Adiemus (2003年) ※『The Journey: The Best of Adiemus』の廉価盤
- 『コンプリート・ベスト』 - Adiemus: Complete Best (2006年)
- 『アディエマス -ザ・コレクション』 - Adiemus The Collection (2013年) ※6枚組ボックス・セット

### ライブ・アルバム
- Adiemus Live (2001年) ※『ニュー・ベスト&ライヴ』のディスク2と同一内容

### その他
- オムニバス・アルバム『〜the most relaxing〜 feel』に「世紀を越えて／Beyond The Century」が収録されている。

## 採用実績
- 「世紀を越えて／Beyond The Century」
  - NHKスペシャル「世紀を越えて」のテーマ曲
  - ANA「きたえた翼は、強い。」編のCM曲
- 「静寂」 - 日本リーバ「ポンズ基礎化粧品」シリーズCM曲
- 「風の神の歌／Song of aeolus」
  - NHK「シルクロード鉄道紀行 : 民族の夢を乗せ11000km」のテーマ曲
  - トヨタ自動車「プリウスPHV」のCM曲